# Allen Maldonado
Allen Maldonado (nacido el 20 de mayo de 1983) es un actor y cineasta estadounidense, más conocido por sus papeles como Curtis en Black-ish y Bobby en The Last O.G. También es un empresario y dirige su propia línea de ropa y una app llamada Everybody Digital.

## Vida y carrera
Maldonado creció en California. Fue mayormente criado por su madre, ya que perdió a su padre a una edad temprana. Maldonado es de ascendencia puertorriqueña y negra, y ha declarado, "Estoy en una posición donde estoy en el medio de ambas. Para ciertas cosas, no soy lo suficientemente negro o no soy lo suficientemente latino." Maldonado ha mantenido muchos de sus papeles en un estilo más ambiguo.
Al entrar en Hollywood, Maldonado comenzó haciendo cortometrajes que aparecieron en numerosos circuitos de cine y ganaron varios premios. Sin embargo, encontró esto insatisfactorio ya que una vez que el cortometraje se publicaba, se pararía y dejaría de emitirse en otros lugares. Mientras trabajaba en la serie Black-ish, la creadora Kenya Barris le inspiró para crear una app que se especializaba en que los cortometrajes consiguiesen notoriedad. La app, llamada Everybody Digital, se lanzó el 3 de octubre de 2017 y ha sido descrito como "el Netflix de los cortometrajes."
Maldonado se unió al elenco del remake de 2018 de la película de 1972 Super Fly. Aparece en la serie de TBS The Last O.G. como el Primo Bobby, un personaje que se desarrolla junto con el personaje de Tracy Morgan, Tray.

## Filmografía

### Créditos de actuación
| Año  | Título                          | Papel                          | Notas               |
| ---- | ------------------------------- | ------------------------------ | ------------------- |
| 2002 | Friday After Next               | Joven #3                       |                     |
| 2004 | A Beautiful Life                | Porfilio                       | Cortometraje        |
| 2004 | East L.A. King                  | Esclavo                        | Directo a vídeo     |
| 2005 | America 101                     | Agente de la estación de tren  |                     |
| 2005 | States of Grace                 | Rob                            |                     |
| 2007 | 4 Life                          | Chauncey                       | Directo a vídeo     |
| 2007 | Live Free or Die Hard           | Goatee                         |                     |
| 2008 | A Good Day to Be Black and Sexy | Jabari                         | Segmento: "Tonight" |
| 2008 | Ball Don't Lie                  | Sin                            |                     |
| 2008 | The Midnight Meat Train         | Pandillero principal           |                     |
| 2008 | Rome & Jewel                    | Mercury                        |                     |
| 2009 | Underground Street Flippers     | Extravagent                    | Cortometraje        |
| 2009 | Lost Angels                     | Bishop                         |                     |
| 2009 | The Grind                       | Eddie the Tweeker              |                     |
| 2009 | The Ugly Truth                  | Duane                          |                     |
| 2009 | The Bee                         | Jamal Baker VII                |                     |
| 2010 | The Power of Liquor             | Andre                          | Cortometraje        |
| 2010 | In 30 Minutes                   | Paul                           | Cortometraje        |
| 2011 | Mimesis                         | Duane                          |                     |
| 2011 | Assumption                      | Derrick                        | Cortometraje        |
| 2012 | One Decision Away               | Gerald                         | Cortometraje        |
| 2012 | Just One Look                   | Darryl                         | Cortometraje        |
| 2012 | An Awakening                    | Jake                           | Cortometraje        |
| 2013 | Who the F*ck Is Uncle Joe?      | Tim                            | Cortometraje        |
| 2013 | The Violin                      | Jerry Shivers                  | Cortometraje        |
| 2014 | All Hail the King               | Fletcher Heggs                 | Cortometraje        |
| 2014 | Cut!                            | Francis 'Jamal' Jefferson      |                     |
| 2014 | The Equalizer                   | Marcus                         |                     |
| 2014 | Cake                            | Buddy                          |                     |
| 2014 | 108 Stitches                    | Maurice 'Mo' Jamal             |                     |
| 2015 | Dope                            | Allen the Bouncer              |                     |
| 2015 | Forgiveness                     | PJ                             |                     |
| 2015 | Straight Outta Compton          | Tone                           |                     |
| 2015 | If Not for His Grace            | Perro                          |                     |
| 2016 | Unstuck                         | Jacob                          | Cortometraje        |
| 2016 | King Me                         | Will Lowery                    | Short film          |
| 2017 | South Dakota                    | Líder de la banda              |                     |
| 2017 | Smartass                        | Antwan                         |                     |
| 2017 | Quest                           | Chris                          |                     |
| 2017 | Where's the Money               | Juice                          |                     |
| 2017 | Miss Me This Christmas          | Ulysses Danbert                |                     |
| 2017 | Trump's America                 | Will Lowery                    | Cortometraje        |
| 2017 | Officer Lincoln Holly           | Ofc: Manny Juarez              | Cortometraje        |
| 2018 | NBA                             | Jugador de la Liga de Fantasía | Cortometraje        |
| 2018 | First Match                     | Juan                           |                     |
| 2018 | Superfly                        | Litty                          |                     |
| 2023 | House Party                     | Kyle                           |                     |

| Año          | Título                         | Papel                 | Notas                                      |
| ------------ | ------------------------------ | --------------------- | ------------------------------------------ |
| 2004         | The Young and the Restless     | Jamal                 | 17 episodios                               |
| 2005         | Las Vegas                      | Jamal                 | Episodio: "One Nation, Under Surveillance" |
| 2005         | Judging Amy                    | Diesel                | 2 episodios                                |
| 2005         | The Shield                     | Flash                 | Episodio: "Bang"                           |
| 2006         | The Shield                     | Evan Dayne            | 2 episodios                                |
| 2006         | In Justice                     | Donald Brooks         | Episodio: "Another Country"                |
| 2006         | Standoff                       | M.J. Martinez         | Episodio: "Life Support"                   |
| 2007         | Celebrity Deathmatch           | Lil Wayne (voz)       | Episodio: "King of the Lil' People"        |
| 2009         | Lie to Me                      | Caden                 | Episodio: "The Better Half"                |
| 2010         | Rizzoli & Isles                | Cruncha               | Episodio: "Sympathy for the Devil"         |
| 2010         | Detroit 1-8-7                  | Paul Osborne          | Episodio: "Home Invasion/Drive-By"         |
| 2011         | Chase                          | Lawrence Lucky Vargas | Episodio: "Roundup"                        |
| 2013         | The Start Up                   | Manny                 | Piloto para TV                             |
| 2014–2016    | You're the Worst               | Honeynutz             | Recurrente                                 |
| 2014–2018    | Black Jesus                    | Young L.I.L.          | 2 episodios                                |
| 2015         | Bones                          | Keith Miller          | Episodio: "The Teacher in the Books"       |
| 2015         | Ana Mead                       | Rocko el Dios         | 1 episodio                                 |
| 2015         | Survivor's Remorse             | DeShauwn May          | 2 episodes                                 |
| 2015–2017    | Black-ish                      | Curtis Miller Jr.     | Recurrente                                 |
| 2016         | Kirby Buckets                  | Sr. Fister            | Episodio: "Weekend with Inga"              |
| 2016         | Major Crimes                   | Jon Barnes            | 2 episodios                                |
| 2016         | Ringside                       | Spencer               | Telefilme                                  |
| 2016         | Noches con Platanito           | 1 episodio            |                                            |
| 2016         | Blaze and the Monster Machines | Falcon 3 (voz)        | Episodio: "Falcon Quest"                   |
| 2017         | Rosewood                       | Victor 'Lil V' Rivera | Episodio: "Mummies & Meltdowns"            |
| 2017         | NCIS                           | Raymond Smith         | Episodio: "Burden of Proof"                |
| 2018–present | The Last O.G.                  | Primo Bobby/Clyde     | Elenco principal                           |

| Año  | Título             | Papel            |
| ---- | ------------------ | ---------------- |
| 2012 | Prototype 2        | Gánster hispano  |
| 2013 | Grand Theft Auto V | Población local  |
| 2016 | Mafia III          | Elenco adicional |

### Créditos de cine
| Año       | Título                      | Director | Productor (Ejecutivo) | Escritor | Editor | Cineasta | Extra                                                       |
| --------- | --------------------------- | -------- | --------------------- | -------- | ------ | -------- | ----------------------------------------------------------- |
| 2009      | Underground Street Flippers | Sí       | Sí                    | Sí       | Sí     | Sí       | También compositor                                          |
| 2010      | The Power of Liquor         | Sí       | Sí                    | Sí       | Sí     | Sí       |                                                             |
| 2010      | In 30 Minutes               | Sí       | Sí                    | Sí       | Sí     | Sí       | También editor de sonido                                    |
| 2011      | Assumption                  | Sí       | Sí                    | No       | Sí     | No       |                                                             |
| 2012      | One Decision Away           | Sí       | Sí                    | Sí       | Sí     | No       | También editor de sonido                                    |
| 2013      | Who the F*ck Is Uncle Joe?  | Sí       | Sí                    | Sí       | Sí     | No       |                                                             |
| 2016-2017 | Survivor's Remorse          | No       | No                    | Sí       | No     | No       | Acreditado como editor de historia y escritor; 20 episodios |
| 2017      | 400 to Oahu                 | No       | No                    | No       | No     | No       | 'Gracias Especiales'                                        |
| 2018      | A Father's Love             | No       | Sí                    | Sí       | No     | No       |                                                             |